# On-Media
On-Media Co, Ltd. — большой южнокорейский конгломерат (чеболь) в индустрии телевидения/СМИ. Компания была основана в 2000, головной офис находится в городе Соннам, провинции Кёнгидо. Компания является лидером в индустрии игр на телевидении в Южной Корее. On-Media также предоставляет услуги кабельного телевидения и различные сервисы. Основным держателем акций On-Media является корейская пищевая компания Orion Confectionery.

## Подразделения
- Badook TV (바둑TV)
- Catch On (캐치온)
- Catch On Plus (캐치온 플러스)
- On Style (온스타일)
- OnGameNet (온게임넷)
- Orion Cinema Network (OCN)
- Qwiny
- Story On (스토리온)
- Super Action (슈퍼액션)
- Tooniverse (투니버스)

## См. Также
- Чеболь
- Orion Confectionery